# Королівський музей армії (Брюссель)

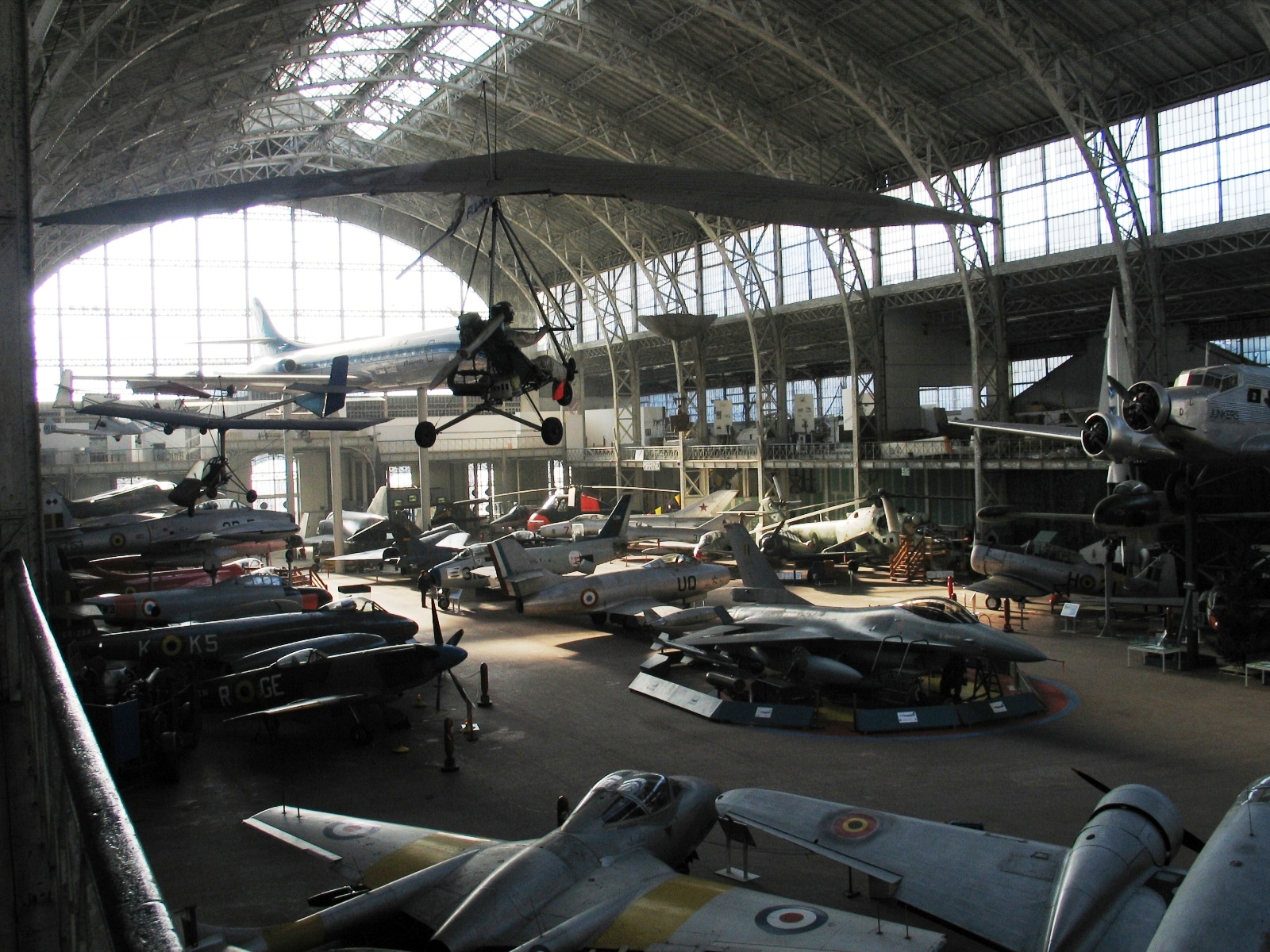
Королівський музей армії

Королівський музей армії (фр. Musée Royal de l'Armée, нід. Koninklijk Legermuseum) — військово-історичний музей, розташований у місті Брюссель.

## Історія
Під час виставки 1910 року було оформлено павільйон військової історії, який викликав неабияке зацікавлення публіки. Тож виникла ідея заснувати постійно діючий музей. Спершу музей розташовувався на території монастиря Камбр (l'Abbaye de la Cambre). У 1923 році музей було відкрито у Парку П'ятидесятиріччя.   

## Колекція
У музеї представлена велика колекція озброєння, мечів, одностроїв та різних видів зброї з часів середньовіччя й до сучасності.
Колекція музею — одна з найбільших у світі військово-історичних колекцій. Музей має окремий павільйон завдовжки 100 м, де виставлені військові літаки від найперших моделей до сучасних реактивних літаків.

## Галерея

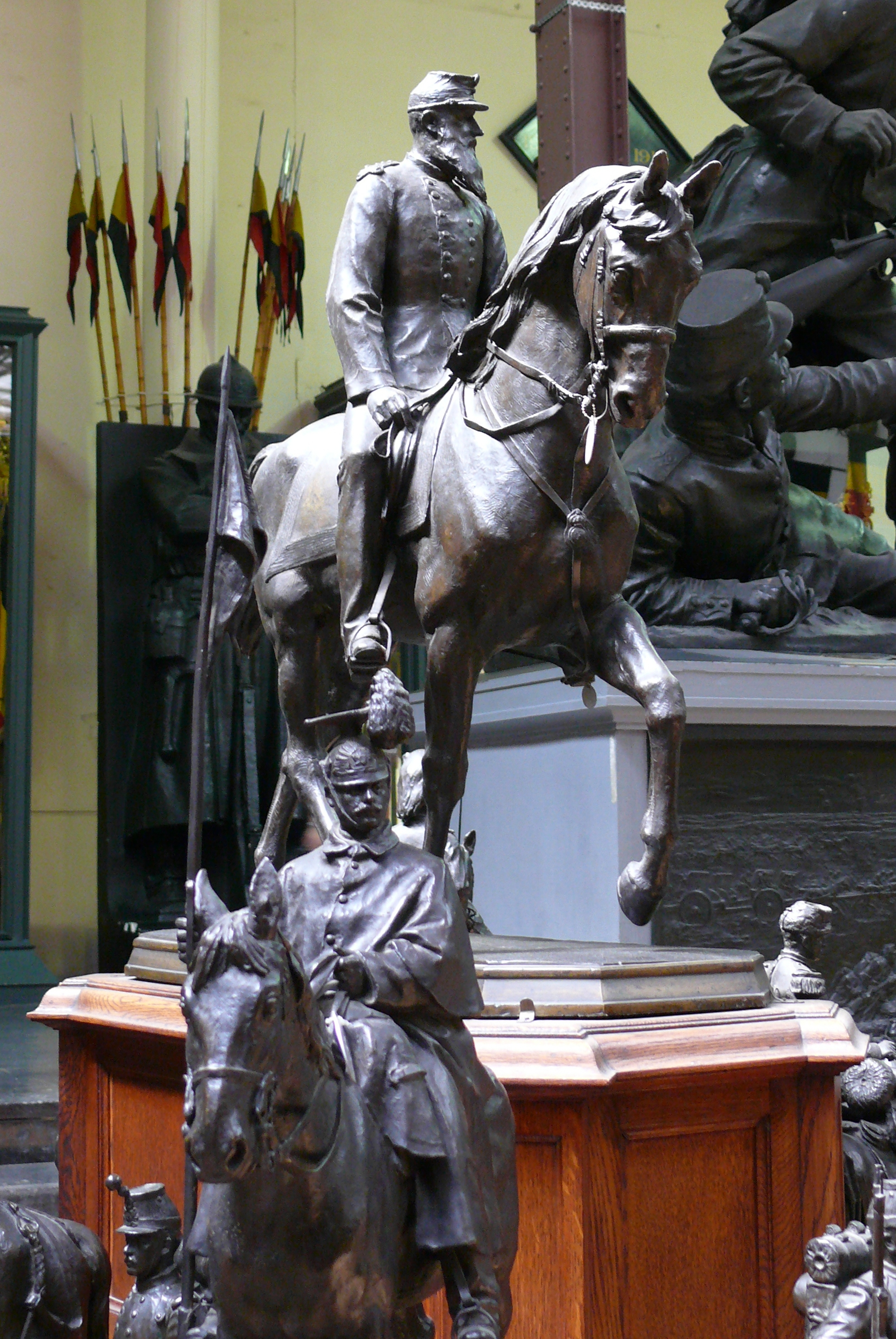
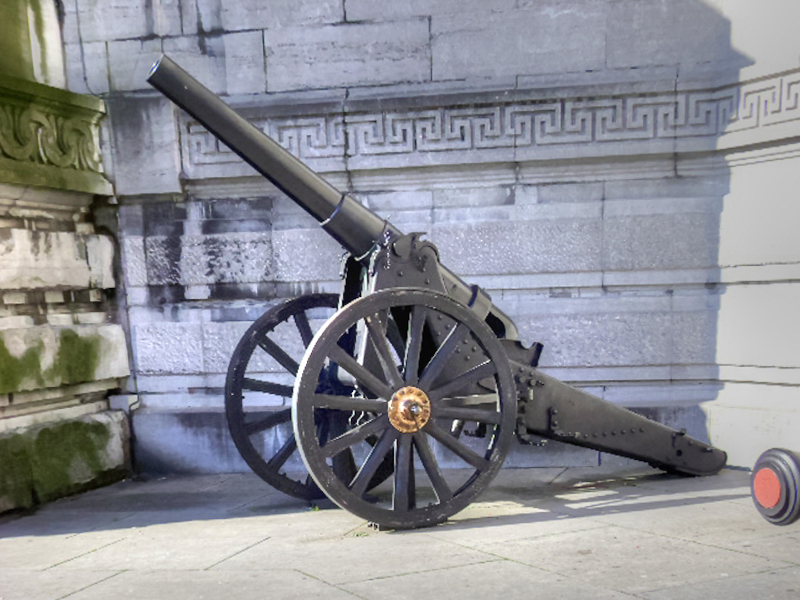
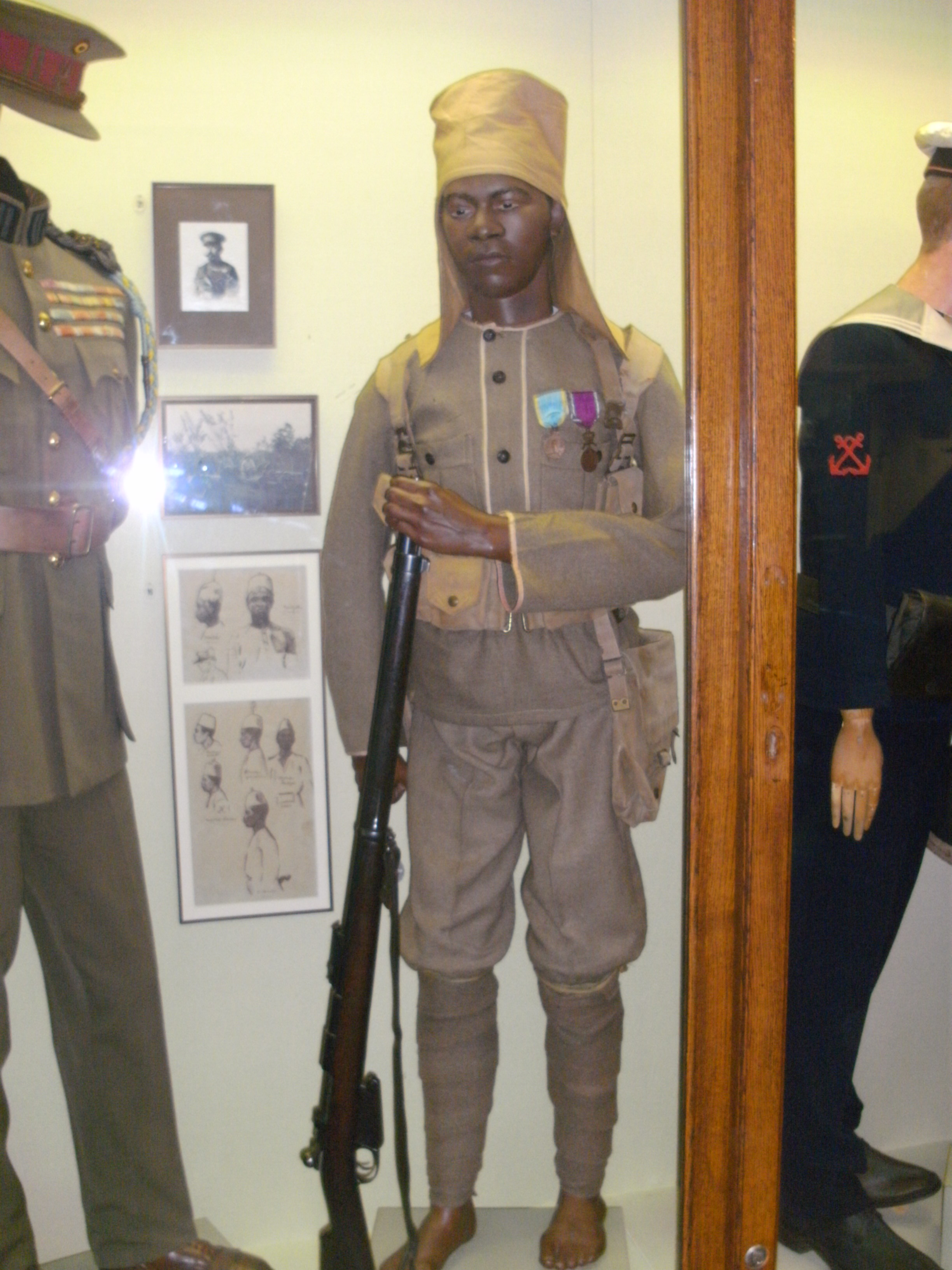
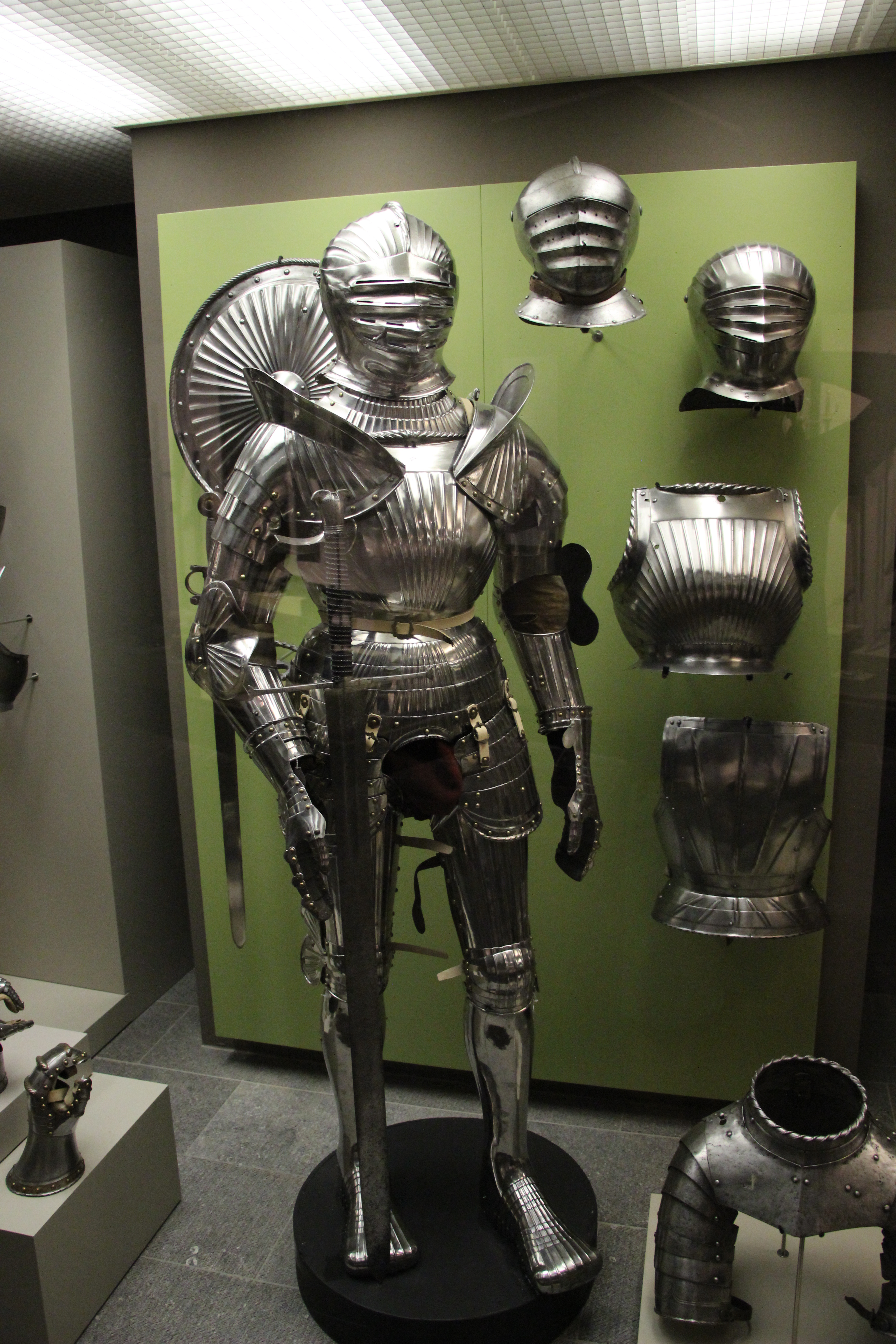
Історія індивідуального бронезахисту
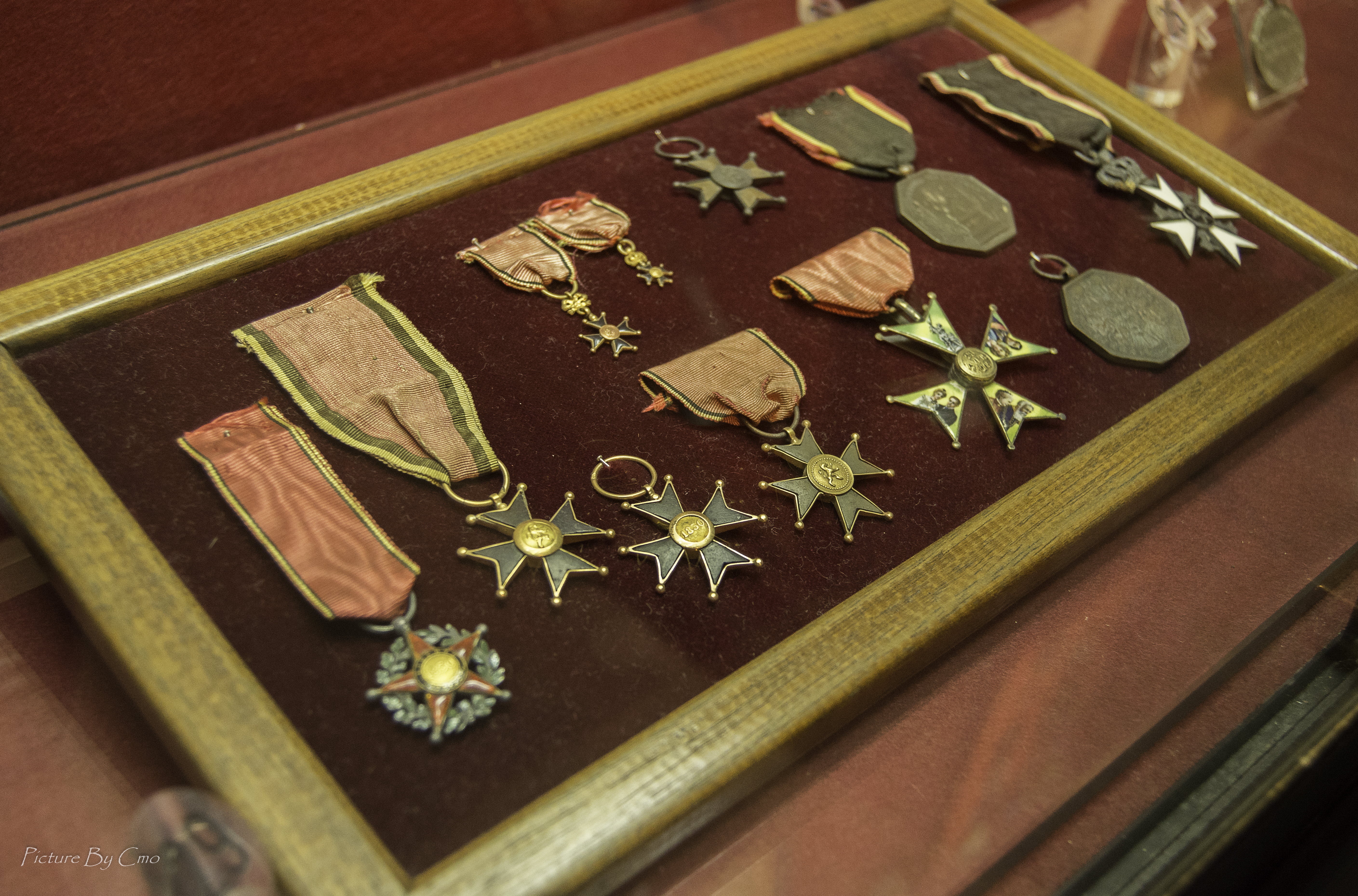
Частина колекції з медалями
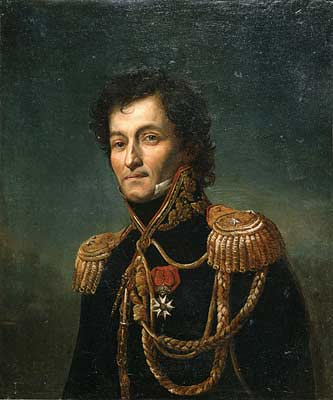
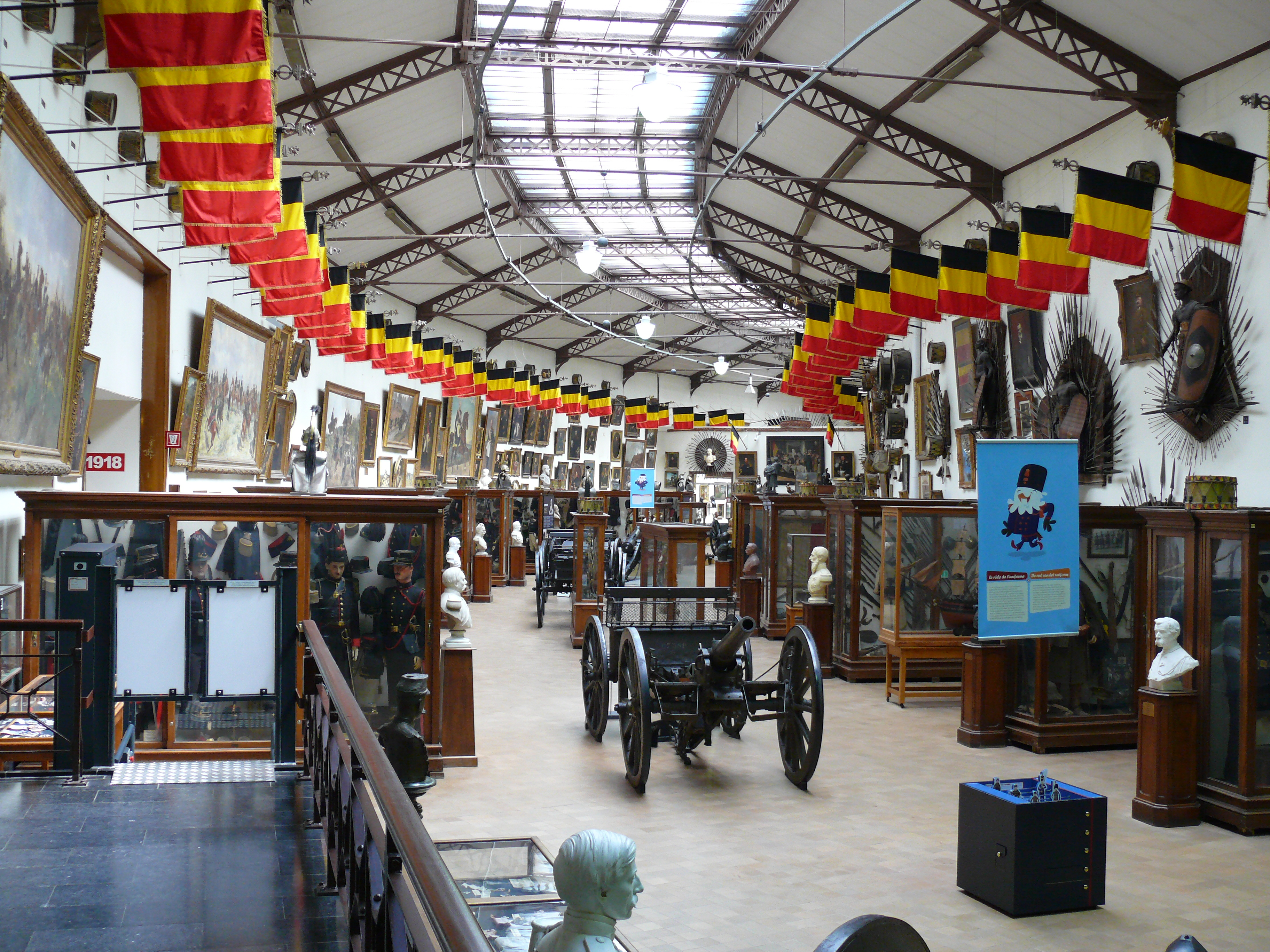
Основна галерея музею з колекцією 19-століття